# Памятники Ленину в Таганроге
Памятники Ленину в Таганроге — памятники В. И. Ленину, советскому политическому и государственному деятелю, создателю первого в мировой истории социалистического государства.

## История
При жизни В. И. Ленину в Таганроге не было поставлено ни одного памятника. Владимир Ильич Ульянов (Ленин) скончался 21 января 1924 года в Горках под Москвой. Его смерть воспринималась в стране, как большая утрата.
23 января 1924 года Таганрогский окружной исполком принял решение о возведении в Таганроге памятника В. И. Ленину. Памятник предполагалось открыть уже в день его похорон и установить на месте памятника Петру I. Для этого было решено снять с постамента бронзовую фигуру императора и отвезти ее в Чеховский музей.
Среди жителей города была открыта подписка на сбор средств для изготовления памятника вождю. Памятник был изготовлен уже после похорон Ленина ленинградским скульптором В. В. Козловым. Позднее Козлов выполнил памятник Ленину и в Ленинграде перед Смольным. Памятник Ленину был открыт 22 января 1925 года и стал первым памятником вождю в Ростовской области. В. И. Ленин был изображен в костюме во весь рост, стоящим с поднятой рукой на пьедестале, который ранее занимал Петр I. Надпись на пьедестале также была изменена.
В 1935 году для памятника был изготовлен новый пьедестал, так как предыдущий не соответствовал размеру памятника. Памятник был передвинут с проезжей части дороги ближе к парку. В годы Великой Отечественной войны памятник был уничтожен. После освобождения Таганрога памятник был восстановлен по имеющимся осколкам скульптором М. И. Гладких.
Второй памятник Ленину скульптора Давида Якерсона был установлен на площади Январского восстания в 1935 году. Он являл собой композицию, в которую входил броневик, на котором стоял Ленин. В годы оккупации Таганрога этот памятник был также разрушен гитлеровцами.
В 1936 году на городской Привокзальной площади были установлена скульптурная композиция, на которой Ленин был изображен в окружении солдата, рабочего и работницы. В качестве постамента был сооружен фрагмент броневика. Автор композиции — Д. Якерсон. Скульптура была разрушена немцами в 1941 году.
В январе 1944 года в городе был установлен новый временный памятник у входа в городской парк.
21 января 1949 года на месте разрушенного в во время войны памятника, в Таганроге был открыт новый трехметровый бетонный памятник Ленину. Памятник выполнила скульптор А. В. Дрейлинг. Памятник был демонтирован в 1970 году.
22 апреля 1970 года на Октябрьской площади, к 100-летию со дня рождения вождя, состоялась закладка памятника Ленину скульптора, президента Академии художеств СССР Н. В. Томского. Памятник был открыт 6 ноября 1970 года. Высота бронзовой скульптуры составила 4,62 метра, высота пьедестала — 2,74 метра. Пьедестал облицован полированными мраморными плитами. Постановлением Совета Министров РСФСР № 624 от 4 декабря 1974 года этот памятник отнесён к Объектам культурного наследия РФ как памятник монументального искусства. В соответствии с решением Малого совета Ростовского облсовета от 18.11.92 № 301 памятник переведен в Объект культурного наследия регионального значения. В 1990-е годы по всей стране реализовывались инициативы местных органов власти по смене категорий памятников, что связано с изменением источников финансирования по их обслуживанию.
Каждый год в день рождения Ленина 22 апреля члены таганрогского отделения КПРФ возлагают к памятнику цветы.
Памятники и бюсты В. И. Ленину в разное время устанавливались в разных местах: около кожевенного завода, у машиностроительного техникума. Бюст Ленина установлен у здания городской администрации (Петровская ул., 73), построенного в 1978 году. Скульптор — Б. А. Пленкин, архитектор — С. Церковников.
Сохранились памятники В. И. Ленину на территории завода «Прибой» и Таганрогского авиационного научно-технического комплекса имени Г. М. Бериева.